# Iwama dođo
Iwama dođo (jap. kanji 岩間 道場, hiragana いわま どうじょう, Iwama Dōjō), odnosno Aiki jinja (jap. kanji 合氣神社, hiragana あいきじんじゃ, romaji Aiki jinja - svetište Aikija), dođo koji je sagradio osnivač aikida,  Morihei Ueshiba, koji je tu živio od 1942. do svoje smrti 1969. Smješten je u bivšem gradu Iwama i postao je važno povijesno mjesto za razvoj aikida. Ovaj dođo je također mjesto gdje je Morihiro Saito, jedan od osnivačevih najbližih učenika, učio i podučavao aikido od 1942. do 2002. razvijajući ono što se danas naziva Iwama-Ryu (jap. kanji 岩間流, いわま りゅうは, romaji Iwama-ryū).
Iwama dođo se sastoji od dođoa Iwame, svetišta Aikija i Tanrenkana, koji sada pripadaju četvrti Yoshioka grada Kasame, prefektura Ibaraki.
Iwama dođo je značajno oštećen u potresu 2011. godine. Ovaj dođo je u potpunoj nadležnosti Aikikai zaklade, koja upravlja s njime iz Tokija.

## Dojo-cho
| #  | Fotografija | Ime i prezime                   | Mandat započeo | Mandat završen | Napomene |
| -- | ----------- | ------------------------------- | -------------- | -------------- | -------- |
| 1. |             | Morihei Ueshiba (1883. – 1969.) | 1942.          | 1969.          |          |
| 2. |             | Morihiro Saito (1928. – 2002.)  | 1969.          | 2002.          |          |
| 3  |             | Moriteru Ueshiba (r. 1951.)     | 2002.          | 2010.          |          |
| 4. |             | Mitsuteru Ueshiba (r. 1981.)    | 2010.          | trenutačno     |          |

## Vanjske poveznice
- Iwama Dođo